# Piazza Grande (Napoli)
Piazza Grande è un complesso residenziale di Napoli, ubicato nella zona dei Ponti Rossi.

## Storia e descrizione
L'unità urbana a servizi integrati Piazza Grande, progettata dagli architetti napoletani Aldo Loris Rossi, Donatella Mazzoleni, Annalisa Pignalosa e Luigi Rivieccio, è stata realizzata nel decennio 1979-1989. 
L'opera, che risente dei principi dell'Architettura organica di Frank Lloyd Wright e riprende temi del Razionalismo Italiano, è chiaramente ispirata alla Royal Crescent e soprattutto al Circus di Bath. 
Al progetto è stato conferito il premio In/Arch dell'Istituto Nazionale di Architettura nel 1989.
Il complesso ha un impianto planimetrico circolare, con un quadrante convesso che contorna il fianco di una collina.
Al centro della struttura è uno spazio di 100 metri di diametro ospitante aiuole, giardini alberati e strutture sportive, con un andamento digradante verso il centro, che crea anche una piccola tribuna in prossimità degli impianti sportivi; questa piazza centrale, che dà il nome alla struttura ed è inteso come luogo di accoglienza per i visitatori dell'intero complesso, è in realtà un parco pensile, con al centro un'apertura di 26 metri di diametro che illumina e collega il livello sottostante, nel quale sono i magazzini e i garage. Lo spazio centrale è circondato da un edificio basso, anch'esso a sviluppo circolare, che l'abbraccia e la separa otticamente dal contesto urbano. Sul perimetro esterno della struttura circolare, sono disposte a raggiera dodici torri di condotti contenenti le infrastrutture verticali (scale, ascensori, montacarichi, tubazioni e cablaggi); sei di queste servono altrettante torri residenziali alte 36 metri, cinque delle quali a pianta circolare ed una a pianta rettangolare. L'intera struttura è innervata da un fitto sistema di strade, rampe, scale, ma con una netta distinzione tra i percorsi carrabili e quelli pedonali, mantenuti su piani distinti. In gergo popolare, le torri circolari sono state ridenominate "i bicchieri", per meglio definire la loro estetica che non è risultata gradita a molti.
La struttura ospita complessivamente 219 unità tra alloggi, uffici, servizi commerciali, scuole, palestre e locali pubblici; comprende inoltre garages privati e parcheggi per i visitatori, campi da gioco ed una piscina scoperta.